# 頭前厝
頭前厝，是臺灣臺中市烏日區的一個傳統地域名稱，位於該區東北部。相較於今日行政區，其範圍大致為前竹里西北半部。

## 歷史
台灣清治末期至日治初期，頭前厝地區為一街庄，稱為「頭前厝庄」，隸屬於藍興堡。該庄北邊及東邊北段與樹仔腳庄為鄰，東邊中南段與蘆竹湳庄為鄰，南邊隔旱溪與五張犁庄、阿密哩庄為界，西邊為九張犁庄。
1901年（日治明治三十四年）11月，全台廢縣廳改設二十廳，該庄隸屬於臺中廳。1903年（明治三十六年）6月，該庄編入「樹仔腳區」，隸屬於臺中廳。1909年（明治四十二年）10月，合併二十廳為十二廳，該庄改編入「烏日區」，仍隸屬於臺中廳。1920年（大正九年），全台地方制度大改正，廢十二廳改設五州二廳，該庄改制為「頭前厝」大字，隸屬於臺中州大屯郡烏日庄。
戰後烏日庄改制為烏日鄉，隸屬於臺中縣，大字亦改制為村。1950年10月，中、彰、投分治，烏日鄉仍隸屬臺中縣。2010年12月，臺中縣市合併為直轄臺中市，烏日鄉改制為烏日區，村亦改制為里。

## 聚落
本地區發展較早的聚落為頭前厝，在日治期初期的官方地圖上已有記載。

## 交通
省道台1乙線（中山路一段）是大雅至王田的幹道，大致以東北東—西南西走向經過本地區北部邊界地帶。由該道路向東北東可前往台中市區西部、北屯西部、西屯東北端、大雅並止於省道台10線路口，向西南西可前往烏日市區、朥(月胥)與王田交界處並止於省道台1線路口。
區道中127線（光明路）是前竹至五張犁的道路，其北側端點位於本地區東部邊界中間偏北的南區、烏日區交界處（近環中路路口）。由此向南南西蜿蜒而行，出境後可前往五張犁並止於區道中106線路口。該線原為跨縣市道路市中13線，九張犁至前竹路段已解編為市區道路。

## 產業
- 烏日工業區